# F5 (submarino)
F5 foi um submarino operado pela Marinha do Brasil entre os anos 1914 e 1933. Pertencia à classe F, a primeira classe de submarinos que serviram o Brasil.

## Características
Os submarinos da classe F mediam 45,15 metros de comprimento; tinham 4,20 metros de boca; 3 metros de calado; 250 a 370 toneladas de deslocamento; 14,8 nós em superfície e 9 nós em imersão; altura de borda-livre de 1,15 m; raio de ação de 1 685 milhas a 8,5 nós em superfície; 100 milhas a 4,5 nós em imersão; profundidade de teste de 40 m, com tripulação de 23 homens, sendo dois oficiais. O meio ofensivo era constituído por dois tubos de torpedos de 450 milímetros, localizados à proa. Tinha dois periscópios recolhíveis de um metro. Seu sistema de propulsão era do tipo alternativo. Eram dois motores diesel de 325 HP cada, dois motores elétricos de 260 HP cada e baterias com 240 elementos de 2 mil ampères de capacidade e com taxa de descarga para 10 horas. A direção era controlada manualmente, composto por um leme duplo vertical e dois lemes horizontais.

## História
Os submarinos da classe F foram idealizados pelo projetista italiano Cesare Laurenti. Foram construídos um total de três submersíveis, F5, F1 e F3, ambos nos estaleiros Fiat-San Giorgio, em La Spezia, Itália. Os submarinos começaram a serem entregues em 1913. O F5 foi lançado ao mar em 4 de janeiro de 1914, com o submarino sendo recebido pelo Brasil em 6 de junho. O submersível foi incorporado à Marinha do Brasil em 17 de julho. A função do submersível brasileiro nos seus 19 anos de atividade foi no treinamento dos tripulantes e na manutenção desse meio naval. Em 3 de setembro de 1923, socorreu o hidroavião FLS, na Praia Vermelha. Sua baixa foi registrada em 30 de dezembro de 1933.